# Vilabertran (kommunhuvudort)
Vilabertran är en kommunhuvudort i Spanien.   Den ligger i provinsen Província de Girona och regionen Katalonien, i den östra delen av landet, 600 km öster om huvudstaden Madrid. Vilabertran ligger 22 meter över havet och antalet invånare är 842.
Terrängen runt Vilabertran är platt. Runt Vilabertran är det ganska tätbefolkat, med 80 invånare per kvadratkilometer. Närmaste större samhälle är Figueres, 2,4 km sydväst om Vilabertran. Trakten runt Vilabertran består till största delen av jordbruksmark.